# Танжер (аеропорт)
Аеропорт Танжер імені ібн Батута (фр. Aéroport de Tanger-Ibn Battouta, араб. مطار طنجة ابن بطوطة) (IATA: TNG, ICAO: GMTT) — міжнародний аеропорт міста Танжер, регіону Танжер — Тетуан — Ель-Хосейма, Марокко.
Аеропорт є хабом для:
- Air Arabia Maroc
- TUI Airlines Belgium
- Royal Air Maroc
- Ryanair

## Авіалінії та напрямки, липень 2021

### Пасажирські
| Авіакомпанія            | Пункт призначення |
| ----------------------- | --- |
| Air Arabia Maroc        | Агадір, Амстердам, Барселона, Більбао, Брюссель, Лондон-Гатвік, Ліон, Мадрид, Малага, Марракеш, Надор, Париж-Шарль де Голль Сезонний: Стамбул-Сабіха Гекчен |
| Air France              | Сезонний: Париж-Шарль де Голль |
| Brussels Airlines       | Сезонний чартер: Брюссель |
| Eurowings               | Сезонний: Кельн/Бонн |
| Iberia Regional         | Мадрид |
| Royal Air Maroc         | Брюссель, Касабланка, Париж-Орлі Сезонний: Амстердам, Барселона, Фес, Мадрид, Малага, Надор                                                                 |
| Royal Air Maroc Express | Хосейма, Касабланка Сезонний: Гібралтар |
| Ryanair                 | Париж-Бове, Мілан-Бергамо, Бордо, Брюссель-Шарлеруа, Мадрид, Марсель, Севілья, Валенсія, Веце Сезонний: Тулуза                                              |
| Saudia                  | Сезонний чартер: Джидда |
| TAP Air Portugal        | Лісабон |
| Transavia               | Париж-Орлі, Роттердам |
| TUI fly Belgium         | Антверпен, Брюссель-Шарлеруа Сезонний: Брюссель, Льєж, Лілль                                                                                                |
| Volotea                 | Нант |
| Vueling                 | Барселона |

### Вантажні
| Авіакомпанія | Пункт призначення                    |
| ------------ | ------------------------------------ |
| Med Airlines | Лісабон, Париж-Орлі, Порту, Сарагоса |

## Статистика
| Траффік            | 2017      | 2016    | 2015    | 2014    | 2011    | 2008    | 2007    | 2006    | 2005    | 2004    | 2003    | 2002    |
| ------------------ | --------- | ------- | ------- | ------- | ------- | ------- | ------- | ------- | ------- | ------- | ------- | ------- |
| Авіатрафік         | ?         | ?       | ?       | ?       | ?       | 5485    | 5991    | 6179    | 7092    | 7496    | 7422    | 7361    |
| Пасажирообіг       | 1,070,247 | 848,643 | 856,818 | 853,251 | 849,882 | 484,391 | 365,750 | 292,599 | 262,698 | 256,149 | 259,466 | 268,829 |
| Вантажообіг (тонн) | ?         | ?       | ?       | ?       | 587.78  | 524.79  | 628.73  | 621.57  | 359.78  | 533.14  | 495.78  | 417.20  |

### Пасажирообіг
Див. джерело запитів Вікіданих та джерела.